# 43e parallèle sud
Pour les articles homonymes, voir 43e parallèle.
En géographie, le 43e parallèle sud est le parallèle joignant les points de la surface de la Terre dont la latitude est égale à 43° sud.

## Géographie

### Dimensions
Dans le système géodésique WGS 84, au niveau de 43° de latitude sud, un degré de longitude équivaut à 81,540 km ; la longueur totale du parallèle est donc de 29 355 km, soit environ 73 % de celle de l'équateur. Il en est distant de 4 763 km et du pôle Sud de 5 239 km,.

### Régions traversées
Le 43e parallèle sud passe au-dessus des océans sur environ 96 % de sa longueur.
Le tableau ci-dessous résume les différentes zones traversées par le parallèle, d'ouest en est :
| Zone                          | Début                 | Fin                   | Longueur (km) |
| ----------------------------- | --------------------- | --------------------- | ------------- |
| Océans Atlantique et Indien   | 43° 00′ S, 64° 20′ O  | 43° 00′ S, 145° 36′ E | 17 118        |
| Tasmanie                      | 43° 00′ S, 145° 36′ E | 43° 00′ S, 147° 56′ E | 190           |
| Pacifique                     | 43° 00′ S, 147° 56′ E | 43° 00′ S, 170° 34′ E | 1 846         |
| Île du Sud (Nouvelle-Zélande) | 43° 00′ S, 170° 34′ E | 43° 00′ S, 173° 08′ E | 209           |
| Océan Pacifique               | 43° 00′ S, 173° 08′ E | 43° 00′ S, 74° 15′ O  | 9 183         |
| Île de Chiloé                 | 43° 00′ S, 74° 15′ O  | 43° 00′ S, 73° 32′ O  | 58            |
| Golfe de Corcovado            | 43° 00′ S, 73° 32′ O  | 43° 00′ S, 72° 46′ O  | 62            |
| Amérique du Sud               | 43° 00′ S, 72° 46′ O  | 43° 00′ S, 64° 20′ O  | 688           |

## Villes
Les principales villes situées à moins d'un demi-degré de part et d'autre du parallèle sont :
- Argentine : Puerto Madryn, Trelew, Rawson
- Australie : Hobart
- Chili : Quellón
- Nouvelle-Zélande : Rangiora